# Stig Cederholm
Stig Cederholm, född 21 januari 1905 i Jönköpings Kristina församling, död 17 april 1980 i Växjö, var en svensk serieskapare och novellförfattare, mest känd som skaparen av den litterära figuren Åsa-Nisse, sedermera även känd från filmer och serier. Cederholm var frivillig i Waffen-SS under andra världskriget.

## Biografi
Stig Cederholm var son till ingenjör Gustav Elias Alexander Cederholm (1878–1948), bördig från Örgryte församling, och Julia Maria, född Jahn (1878–1960).
Cederholm engagerade sig som antikommunist och i slutet av 1930-talet deltog han i spanska inbördeskriget som frivillig på Francisco Francos sida. Under andra världskriget tog Cederholm värvning hos tyska SS militära styrkor Waffen-SS, och tjänstgjorde bland annat i Norge och Ukraina. 
Våren 1942 satt han som fånge i interneringslägret Grini utanför Oslo på grund av att han hade stulit, förskingrat pengar och uppträtt ohövligt mot en dansk SS-Obersturmführer. Trots att den svenska säkerhetspolisen hade honom under uppsikt var det först under 1990-talet som det kom till allmän kännedom att Cederholm hade stridit i Waffen-SS.
Tillbaka i Sverige var Cederholm under en period under 1940-talet intagen på Sidsjöns mentalsjukhus, men blev utskriven när han 1946 gifte sig med författaren Dagny Alm, med vilken han var gift till 1953.  Från 1955 var Cederholm gift med författaren Birgit Th. Sparre. Efter en tid upptäckte hon att Cederholm utan att hon märkt det hade förskingrat hennes tillgångar, något som ledde till att Sparre 1959 måste sälja gården Åsundsholm på exekutiv auktion. De separerade 1957 men förblev gifta fram till Cederholms död. Cederholm omyndigförklarades i september 1958.
Cederholm började sysselsätta sig som novellförfattare i mitten av 1940-talet. Figuren Åsa-Nisse förekom första gången i en humoresk i veckotidningen Tidsfördrif (nummer 51, 1944). 
De positiva läsarreaktionerna ledde till att Cederholm skrev fler noveller och novellsamlingar om Åsa-Nisse, totalt 48 titlar utgivna, och snart började Svensk Talfilm att göra Åsa-Nissefilmer. Cederholm hade inget med dessa filmer att göra utöver att vara skapare till novellfiguren Åsa-Nisse. 20 filmer gjordes 1949–1969, och 2011 var det premiär för den 21:a filmen Wälkom to Knohult. Åsa-Nisse blev också serie, från starten 1955 och under många år tecknad av Gösta Gummesson, i början med manus av Gits Olsson, och senare av bland andra Bengt Linder och Leif Bergendorff.  
Utöver humoresker och böcker om Åsa-Nisse skrev Cederholm ett antal böcker om djur och natur, exempelvis I slagbjörnens spår: Berättelser från norrländska vildmarker och småländska storskogar och Älg i markerna. Dessutom publicerades han i tidskrifter, till exempel i Jakt & jägare (nummer 5, 1971).

### Åsa Nisse - noveller och novellsamlingar
- Dä ä sant, sa Åsa-Nisse. Göteborg: Tidsfördrif. 1946. Libris 1390561
- Åsa-Nisse berättar. Göteborg: Tidsfördrif. 1947. Libris 1390565
- Åsa-Nisse nummer 3. Göteborg: Tidsfördrif. 1948. Libris 1390566
- Åsa-Nisses bravader (2. uppl.). Stockholm: Wahlström & Widstrand. 1949. Libris 1390568
- Åsa-Nisse på jaktstigen. Göteborg: Tidsfördrif. 1950. Libris 1390567
- Åsa-Nisses nya bravader. Stockholm: Wahlström & Widstrand. 1950. Libris 1390569
- Åsa-Nisse i praktform. Stockholm: Wahlström & Widstrand. 1951. Libris 1492759
- Skål å tack, sa Åsa-Nisse: sketch. Kristianstad: Malmgren. 1952-1953. Libris 2497415
- Åsa-Nisse som fjärrskådare: sketch. Kristianstad: Malmgren. 1953. Libris 2497420
- Åsa-Nisse som gårdfarihandlare: monolog. Kristianstad: Malmgren. 1953. Libris 2497421
- Åsa-Nisse som klok gubbe: sketch. Kristianstad: Malmgren. 1953. Libris 2497422
- Åsa-Nisse jagar älg: monolog. Kristianstad: Malmgren. 1953. Libris 2497419
- Åsa-Nisse fyller år: sketch. Kristianstad: Malmgren. 1953. Libris 2497416
- Åsa-Nisse hos tandläkarn. Kristianstad: Malmgren. 1953. Libris 2497417
- Åsa-Nisse hälsar på: sketch. Kristianstad: Malmgren. 1953. Libris 2497418
- Åsa-Nisse köper rävsaxar. Stockholm: Wahlström & Widstrand. 1955. Libris 1492760
- Åsa-Nisse spinnfiskar. Stockholm: Wahlström & Widstrand. 1955. Libris 1492761
- Åsa-Nisse tar eld. Stockholm: Wahlström & Widstrand. 1955. Libris 1492762
- Åsa-Nisses sista tand. Stockholm: Wahlström & Widstrand. 1955. Libris 1492763
- Bröllop hos Åsa-Nisse. Stockholm: Wahlström & Widstrand. 1955. Libris 1492757
- Braskväll hos Åsa-Nisse. Stockholm: Wahlström & Widstrand. 1959. Libris 1907247
- Åsa-Nisse i Amerika. Göteborg: Tidsfördrif. 1959. Libris 1907264
- Åsa-Nisses bästa. Bromma: Williams. 1966. Libris 1907316
- Åsa-Nisse kommer igen. Bromma: Williams. 1970. Libris 1907277
- Åsa-Nisse skjuter skarpt. Bromma: Williams. 1971. Libris 1608531
- Åsa-Nisse på jaktstigen. Bromma: William. 1972. Libris 7238505. ISBN 91-31-00048-7
- Åsa-Nisse i full fart. Bromma: William. 1972. Libris 7238507. ISBN 91-31-00050-9
- På fiske med Åsa-Nisse. Bromma: Williams. 1973. Libris 7238544. ISBN 91-31-00137-8
- Åsa-Nisse på hugget. Bromma: Williams. 1973. Libris 7238553. ISBN 91-31-00168-8
- Åsa-Nisse slår till. Bromma: Williams. 1974. Libris 7238608. ISBN 91-31-00340-0
- Åsa-Nisse laddar om. Bromma: Williams. 1975. Libris 7238636. ISBN 91-31-00435-0
- Åsa-Nisse lägger an. Sundbyberg: Semic. 1976. Libris 7422497. ISBN 91-552-1766-4
- Åsa-Nisse spelar upp. Sundbyberg: Semic. 1977. Libris 7422498. ISBN 91-552-1767-2
- Åsa-Nisse håller masken. Sundbyberg: Semic. 1978. Libris 7422499. ISBN 91-552-1768-0
- Där satt han, sa Åsa-Nisse. Sundbyberg: Semic. 1980. Libris 7422551. ISBN 91-552-1890-3

### Åsa Nisse - postumt utgivna novellsamlingar
- Åsa-Nisse tar nappatag.. Sundbyberg: Semic. 1981. Libris 7422552. ISBN 91-552-1891-1

samt ytterligare 10-talet titlar

### Övrigt
- Jag vandrar i det vildas rike. Stockholm: Wahlström & Widstrand. 1944. Libris 1390563
- Älgmorgon.. Stockholm: Wahlström & Widstrand. 1945. Libris 1390570
- Guldräven. Stockholm: Wahlström & Widstrand. 1947. Libris 1390562
- Vita jaktland. Stockholm: Wahlström & Widstrand. 1949. Libris 1390564
- I slagbjörnens spår: berättelser från norrländska vildmarker och småländska storskogar. Stockholm: Wahlström & Widstrand. 1951. Libris 1492758
- Vildmarkens konungar. Stockholm: Wahlström & Widstrand. 1958. Libris 1907261
- Ledarvargen. Stockholm: Smålänningen. 1972. Libris 7606339. ISBN 91-7132-031-8
- Älgjakten. Bromma: Williams. 1973. Libris 7238545. ISBN 91-31-00138-6
- Älg i markerna. Stockholm: Smålänningen. 1974. Libris 7606383. ISBN 91-7132-111-X
- Guldräven. Kungsbacka: Förlagsaktiebolaget Västra Sverige. 1975. Libris 11504505. ISBN 91-7078-126-5